# Wahlkreis Dresden 4 (2004–2009)
Der Wahlkreis Dresden 4 (Wahlkreis 46) war ein Landtagswahlkreis in Sachsen. Er war einer von sechs Dresdner Landtagswahlkreisen und umfasste den gesamten Stadtbezirk Cotta sowie die statistischen Stadtteile Cossebaude/Mobschatz/Oberwartha und Gompitz/Altfranken. Bei der letzten Landtagswahl (im Jahr 2009) waren 65.624 Einwohner wahlberechtigt.

## Wahl 2009
| Amtliches Endergebnis der Landtagswahl am 30. August 2009 in Sachsen im Wahlkreis 046 Dresden 4 (Ergebnisse in Prozent) |

| Direktkandidat      | Partei          | Erststimmen in % | Zweitstimmen in % |
| ------------------- | --------------- | ---------------- | ----------------- |
| Lars Rohwer         | CDU             | 35,9             | 38,1              |
| Annekatrin Klepsch  | Die Linke       | 17,7             | 17,1              |
| Eva-Maria Stange    | SPD             | 14,1             | 9,8               |
| Holger Szymanski    | NPD             | 5,4              | 5,6               |
| Eberhard Rink       | FDP             | 14,2             | 10,9              |
| Michael Schmelich   | GRÜNE           | 10,1             | 10,3              |
| -                   | Tierschutz      | -                | 1,9               |
| -                   | PBC             | -                | 0,2               |
| Alexander Marhoffer | BüSo            | 2,6              | 0,7               |
| -                   | DSU             | -                | 0,1               |
| -                   | REP             | -                | 0,1               |
| -                   | Freie Sachsen   | -                | 1,0               |
| -                   | FP Deutschlands | -                | 0,1               |
| -                   | Humanwirtschaft | -                | 0,2               |
| -                   | Piraten         | -                | 3,7               |
| -                   | SVP             | -                | 0,2               |

## Wahl 2004
Die Landtagswahl 2004 hatte folgendes Ergebnis:
| Direktkandidat   | Partei     | Erststimmen in % | Zweitstimmen in % |
| ---------------- | ---------- | ---------------- | ----------------- |
| Lars Rohwer      | CDU        | 39,3             | 41,0              |
| Cornelia Ernst   | PDS        | 24,9             | 22,3              |
| Steffen Dietrich | SPD        | 7,8              | 7,7               |
| Eva Jähnigen     | GRÜNE      | 9,5              | 8,2               |
| Holger Apfel     | NPD        | 8,5              | 8,5               |
| Helmut Mansfeld  | FDP        | 7,8              | 6,4               |
| -                | DSU        | -                | 0,4               |
| -                | PBC        | -                | 0,3               |
| -                | GRAUE      | -                | 1,4               |
| Roland Hultsch   | BüSo       | 2,2              | 1,0               |
| -                | AUFBRUCH   | -                | 0,6               |
| -                | DGG        | -                | 0,3               |
| -                | Tierschutz | -                | 1,9               |